# Magilla Gorilla
Magilla Gorilla (The Magilla Gorilla Show) è una serie televisiva animata statunitense del 1964, prodotta dalla Hanna-Barbera.
La serie è stata trasmessa per la prima volta negli Stati Uniti in syndication dal 14 gennaio 1964 al 25 dicembre 1965, per un totale di 31 episodi ripartiti su due stagioni. In Italia la serie è stata trasmessa su Rai 1 dal 31 luglio 1966.

## Trama
Magilla Gorilla è un possente gorilla antropomorfo dal cuore tenero e dalla grande forza, che indossa cappello, farfallino e pantaloni sorretti da bretelle, che passa il proprio tempo a mangiare banane. Di solito viene acquistato da qualcuno che finisce poi per riportarlo al negozio e chiedere il rimborso del prezzo dell'animale.

## Personaggi e doppiatori
- Magilla Gorilla (stagioni 1-2), voce originale di Allan Melvin, italiana di Roberto Bertea e Enzo Liberti.
- Melvin Peebles (stagioni 1-2), voce originale di Howard Morris e Don Messick.
- Ogee (stagioni 1-2), voce originale di Jean Vander Pyl.

## Episodi
| nº | Titolo originale           | Titolo italiano              | Prima TV USA | Prima TV Italia |
| -- | -------------------------- | ---------------------------- | ------------ | --------------- |
| 1  | Big Game                   | Il grande gioco              |              | 31 luglio 1966  |
| 2  | Gridiron Gorilla           | L'incontro di rugby          |              |                 |
| 3  | Private Magilla            | Magilla in missione speciale |              |                 |
| 4  | Bank Pranks                | Scherzi bancari              |              |                 |
| 5  | Groovey Movie              | Magilla a Hollywood          |              |                 |
| 6  | Airlift                    | Ponte aereo                  |              |                 |
| 7  | Come Blow Your Dough       | Un gorilla per amico         |              |                 |
| 8  | Mad Scientist              | Lo scienziato pazzo          |              |                 |
| 9  | Masquerade Party           | Un ballo in maschera         |              |                 |
| 10 | Come Back Little Magilla   | Torna a casa piccina         |              |                 |
| 11 | Fairy Godmother            | Il combattente nella giungla |              |                 |
| 12 | Planet Zero                | Pianeta zero                 |              |                 |
| 13 | Prince Charming            | La bella principessa         |              |                 |
| 14 | Motorcycle Magilla         | Magilla motorizzato          |              |                 |
| 15 | Is That Zoo?               | Scompiglio allo zoo          |              |                 |
| 16 | Bird Brained               | Il pappagallo dispettoso     |              |                 |
| 17 | Circus Ruckus              | Divo del circo               |              |                 |
| 18 | Camp Scamps                | Furfanti del campo           |              |                 |
| 19 | The Purple Mask            | La maschera di porpora       |              |                 |
| 20 | Love at First Fight        | Amore a prima vista          |              |                 |
| 21 | Pet Bet                    | Il trofeo mancante           |              |                 |
| 22 | Makin' with the Magilla    | Fare con Magilla             |              |                 |
| 23 | High Fly Guy               | Ragazzo che vola alto        |              |                 |
| 24 | Deep Sea Doodle            | Sano come un pesce           |              |                 |
| 25 | That Was the Geek That Was | Il geek del Sud America      |              |                 |
| 26 | Montana Magilla            | Il grande rodeo              |              |                 |
| 27 | Magilla Mix-Up             | Confusione di Magilla        |              |                 |
| 28 | Wheelin' and Dealin'       | Collaudatore d'auto          |              |                 |
| 29 | Mad Avenue Madness         | Lancio pubblicitario         |              |                 |
| 30 | Beau Jest                  | La legione straniera         |              |                 |
| 31 | Super Blooper Heroes       | Eroica impresa               |              |                 |